# Cmentarz żydowski w Suwałkach
Cmentarz żydowski w Suwałkach – kirkut, który został założony w 1825 roku. Ostatni znany pochówek odbył się w 2010 roku. Podczas II wojny światowej Niemcy zdewastowali cmentarz. Na powierzchni 3,8 ha zachowało się około 20 nagrobków, z których najstarszy pochodzi z 1856 roku.